# فرودگاه محلی فورت کورنرز
فرودگاه محلی فورت کورنرز (به انگلیسی: Four Corners Regional Airport) یک فرودگاه همگانی با کد یاتا FMN است که یک باند فرود آسفالت دارد و طول باند آن ۱۹۸۱ متر است. این فرودگاه در کشور ایالات متحده آمریکا قرار دارد و در ارتفاع ۱۶۷۸٫۲ متری از سطح دریا واقع شده است.